# アイスキャンドルミュージアム
アイスキャンドルミュージアムは、北海道（上川総合振興局）上川郡下川町で毎年2月に行われる冬のイベント、「アイスキャンドルフェスティバル」・「アイスキャンドルパーク」・「アイスキャンドルスクエア」の総称である。
アイスキャンドルは、バケツの水を凍らせて作ったランプシェードで、中にろうそくを灯す。ミュージアムの会場はイベント会場だけではなく下川町全体である。そのためこの時期は、表通りだけでなく、一般町民の自宅前など町の至る所でアイスキャンドルを作って飾り、町全体がロマンチックな世界に包まれる。

## 内容

### アイスキャンドルフェスティバル
2日間にわたり北海道道101号下川愛別線沿いにある桜ヶ丘公園で行われる。メインステージ・雪像などに数千個のアイスキャンドルが飾られる。1日目の最後には花火の打上げがあり、アイスキャンドルとのコラボレーションにより幻想的な雰囲気を醸しだす。2日目は景品などが当たるゲームやスノーモービル体験などのイベントなどがある。

### アイスキャンドルパーク
フェスティバル前日より、桜ヶ丘公園内の万里長城にアイスキャンドルが飾られる。郊外の高台のため、街灯が少なく他の明かりの影響を受けにくいことから、シラカバ林のライトアップとアイスキャンドルが幻想的な世界を作り出す。

### アイスキャンドルスクエア
桜ヶ丘公園センターハウスにおいて、日替わりでコンサートなどが行われる。

## 場所・期間

### アイスキャンドルフェスティバル
- 桜ヶ丘公園（下川町西町） - 原則2月第3土曜日〜翌日日曜日の2日間

### アイスキャンドルパーク
- 桜ヶ丘公園（下川町西町）- フェスティバルの2日間を含む数日間

### アイスキャンドルスクエア
- 桜ヶ丘公園センターハウス「ガーデニング・フォレスト フレペ」（下川町西町）- パーク開催期間中

## 歴史
- 1975年(昭和50年) - 第1回下川冬まつり開催
- 1986年 - アイスキャンドル誕生
- 1988年 - 下川冬まつりを「アイスキャンドルフェスティバル」に名称変更
- 1997年 - 「アイスキャンドルパーク」を開催
- 2001年 - 第8回北海道地域文化選奨を受賞
- 2002年 - 第6回ふるさとイベント大賞部門賞（産業・観光部門）を受賞
- 2003年 - 「アイスキャンドルスクエア」を恵林館にて開催、全体の取り組みを「アイスキャンドルミュージアム」とする
- 2005年 - 平成17年度過疎地域自立活性化優良事例総務大臣賞を受賞
- 2012年 - 「アイスキャンドルスクエア」の会場をフレペに変更
- 2013年 - 「アイスキャンドルフェスティバル」の会場を総合グランドから桜ヶ丘公園に変更し、すべての会場を集約